# Demetrius Pinder
Demetrio Pinder (13 de febrero de 1989) es un atleta de carrera de velocidad masculino que compite en los 400 metros. Su mejor marca personal para el evento es 44,77 segundos. En los Juegos Olímpicos de Londres 2012 fue finalista de 400 metros y obtuvo oro en la carrera de relevo.
Nació en Gran Bahama y vive en Freeport. En marzo de 2011 rompió el récord nacional de 400 m de las Bahamas con 45,78 anteriormente en manos de Chris Brown con su victoria de 45.33 en el 2011 en la División I de la NCAA en pista cubierta. Ganó una medalla de plata en los 400 m en el Campeonato mundial de pista cubierta de 2012 en Estambul. Él se colocó séptimo en los 400 m final en los Juegos Olímpicos de Londres 2012. También ganó el oro en los Juegos Olímpicos de Londres 2012 con el equipo de las Bahamas en 4 x 400 el equipo de Estados Unidos con un récord nacional.